# (3678) Mongmanwai
(3678) Mongmanwai ist ein Asteroid des Hauptgürtels, der am 20. Januar 1966 am Purple-Mountain-Observatorium in Nanjing entdeckt wurde.
Benannt ist der Asteroid zu Ehren von Man Wai Mong, einem Vertreter der chinesischen Elektroindustrie.